# كوردوفا
كوردوفا (بالإنجليزية: Cordova)‏ هي مدينة أمريكية تقع في ولاية ألاباما.تبلغ مساحة هذه المدينة 15.4 (كم²)،ويبلغ عدد سكانها 2423 نسمة حسب إحصاء سنة 2010 م.تشير الإحصاءات بأن الكثافة السكانية في هذه المدينة تقدر بـ(157.3) نسمة/كم2.

## التركيبة السكانية
حدّد مكتب تعداد الولايات المتحدة بيانات التركيبة السكانية لكوردوفا في تعداد الولايات المتحدة. في ما يلي، التركيبة السكانية حسب تعدادي 2000 و2010.

### تعداد عام 2000
بلغ عدد سكان كوردوفا 2,423 نسمة بحسب تعداد عام 2000، وبلغ عدد الأسر 1,009 أسرة وعدد العائلات 666 عائلة مقيمة في المدينة. في حين سجلت الكثافة السكانية 157.3 نسمة لكل كيلومتر مربع (407.4/ميل2). وبلغ عدد الوحدات السكنية 1,180 وحدة بمتوسط كثافة قدره 76.6 لكل كيلومتر مربع (198.4/ميل2).
وتوزع التركيب العرقي للمدينة بنسبة 85.60% من البيض و13.25% من الأمريكيين الأفارقة و0.21% من الأمريكيين الأصليين و0.04% من الأمريكيين ذوي الأصول الآسيوية و0.04% من سكان جزر المحيط الهادئ و0.29% من الأعراق الأخرى و0.58% من عرقين مختلطين أو أكثر و0.91% من الهسبانيون أو اللاتينيون من أي عرق.
بلغ عدد الأسر 1,009 أسرة كانت نسبة 32.2% منها لديها أطفال تحت سن الثامنة عشر تعيش معهم، وبلغت نسبة الأزواج القاطنين مع بعضهم البعض 43.3% من أصل المجموع الكلي للأسر، ونسبة 18.5% من الأسر كان لديها معيلات من الإناث دون وجود شريك، بينما كانت نسبة 4.2% من الأسر لديها معيلون من الذكور دون وجود شريكة وكانت نسبة 34% من غير العائلات. تألفت نسبة 31.4% من أصل جميع الأسر من عدة أفراد يعيشون في نفس المنزل ونسبة 17% كانت تتألف من شخص يعيش بمفرده يبلغ من العمر 65 عاماً أو أكثر. وبلغ متوسط حجم الأسرة المعيشية 2.29، أما متوسط حجم العائلات فبلغ 2.84.
بلغ العمر الوسطي للسكان 41.3 عاماً. وكانت نسبة 23.2% من القاطنين تحت سن الثامنة عشر، وكانت نسبة 7.4% بين الثامنة عشر والرابعة والعشرين عاماً، ونسبة 24.4% كانت واقعةً في الفئة العمرية ما بين الخامسة والعشرين والرابعة والأربعين عاماً، ونسبة 21.8% كانت ما بين الخامسة والأربعين والرابعة والستين، ونسبة 18.7% كانت ضمن فئة الخامسة والستين عاماً فما فوق. يوجد لكل 100 أنثى 84.0 ذكر، ويوجد لكل 100 أنثى في الثامنة عشر من عمرها فما فوق 80.1 ذكر.
بلغ متوسط دخل الأسرة في المدينة 17,389 دولارًا، أما متوسط دخل العائلة فبلغ 24,896 دولارًا. وكان متوسط دخل الذكور 32,353 دولارًا مقابل 19,549 دولارًا للإناث. وسجل دخل الفرد الخاص بالمدينة 11,489 دولارًا. وكانت نسبة 25.6% من العائلات ونسبة 26% من السكان تحت خط الفقر، وكان من هؤلاء نسبة 30.4% تحت سن الثامنة عشر ونسبة 14.9% في الخامسة والستين من العمر وما فوق.

### تعداد عام 2010
بلغ عدد سكان كوردوفا 2,095 نسمة بحسب تعداد عام 2010، وبلغ عدد الأسر 842 أسرة وعدد العائلات 536 عائلة مقيمة في المدينة. في حين سجلت الكثافة السكانية 136 نسمة لكل كيلومتر مربع (352.2/ميل2). وبلغ عدد الوحدات السكنية 1,023 وحدة بمتوسط كثافة قدره 66.4 لكل كيلومتر مربع (172.0/ميل2).
وتوزع التركيب العرقي للمدينة بنسبة 83.39% من البيض و14.51% من الأمريكيين الأفارقة و0.76% من الأمريكيين الأصليين و0.10% من الأمريكيين ذوي الأصول الآسيوية و0.29% من الأعراق الأخرى و0.95% من عرقين مختلطين أو أكثر و0.72% من الهسبانيون أو اللاتينيون من أي عرق.
بلغ عدد الأسر 842 أسرة كانت نسبة 33% منها لديها أطفال تحت سن الثامنة عشر تعيش معهم، وبلغت نسبة الأزواج القاطنين مع بعضهم البعض 37.2% من أصل المجموع الكلي للأسر، ونسبة 21.3% من الأسر كان لديها معيلات من الإناث دون وجود شريك، بينما كانت نسبة 5.2% من الأسر لديها معيلون من الذكور دون وجود شريكة وكانت نسبة 36.3% من غير العائلات. تألفت نسبة 33% من أصل جميع الأسر من عدة أفراد يعيشون في نفس المنزل ونسبة 14% كانت تتألف من شخص يعيش بمفرده يبلغ من العمر 65 عاماً أو أكثر. وبلغ متوسط حجم الأسرة المعيشية 2.36، أما متوسط حجم العائلات فبلغ 2.95.
بلغ العمر الوسطي للسكان 41.2 عاماً. وكانت نسبة 22.1% من القاطنين تحت سن الثامنة عشر، وكانت نسبة 9.1% بين الثامنة عشر والرابعة والعشرين عاماً، ونسبة 23.8% كانت واقعةً في الفئة العمرية ما بين الخامسة والعشرين والرابعة والأربعين عاماً، ونسبة 25% كانت ما بين الخامسة والأربعين والرابعة والستين، ونسبة 20% كانت ضمن فئة الخامسة والستين عاماً فما فوق. وتوزع التركيب الجنسي للسكان بنسبة 46.1% ذكور و53.9% إناث.

## أعلام
- دويل الكسندر
- جيمس إس فوس